# Запис храст лужњак (Ђуринац)
Запис храст лужњак (Ђуринац) се налази на парцели чији је власник Општина Свилајнац.

## Локација
| Општина             | Свилајнац                                                                   |
| Катастарска општина | Ђуринац                                                                     |
| Потес               | Село                                                                        |
| Координате          | 44° 14′ 03″ С; 21° 21′ 36″ И / 44.234099999999998° С; 21.360099999999999° И |
| Надморска висина    | 180m                                                                        |

## Карактеристике
Дендрометријске вредности утврђене на терену и сателитским снимцима:
| Стабло                     | Храст |
| Висина стабла              | m     |
| Обим дебла                 | m     |
| Пречник крошње             | 0m    |
| Пречник дебла              | m     |
| Висина дебла до прве гране | m     |

## База записа
Запис је у оквиру Викимедија пројекта "Запис - Свето дрво" заведен под редним бројем 0288.